# Hieracium glaucum
Lo sparviere glauco (nome scientifico  Hieracium glaucum  All., 1773) è una specie di pianta angiosperma dicotiledone della famiglia delle Asteraceae.

## Etimologia
Il nome del genere deriva dalla parola greca hierax o hierakion (= sparviere, falco). Il nome del genere è stato dato inizialmente dal botanico francese Joseph Pitton de Tournefort (1656 - 1708) rifacendosi probabilmente ad alcuni scritti del naturalista romano Gaio Plinio Secondo (23 - 79) nei quali, secondo la tradizione, i rapaci si servivano di questa pianta per irrobustire la loro vista. L'epiteto specifico (glauco) fa riferimento principalmente alla colorazione delle foglie della specie.
Il nome scientifico della specie è stato definito dal botanico Carlo Allioni (1728-1804) nell'Auctarium ad Synopsim Methodicam Stirpium Horti Regii Taurinensis (Auct. Syn. Meth. Stirp. Hort. Regii Taur. 19) del 1773.

## Descrizione

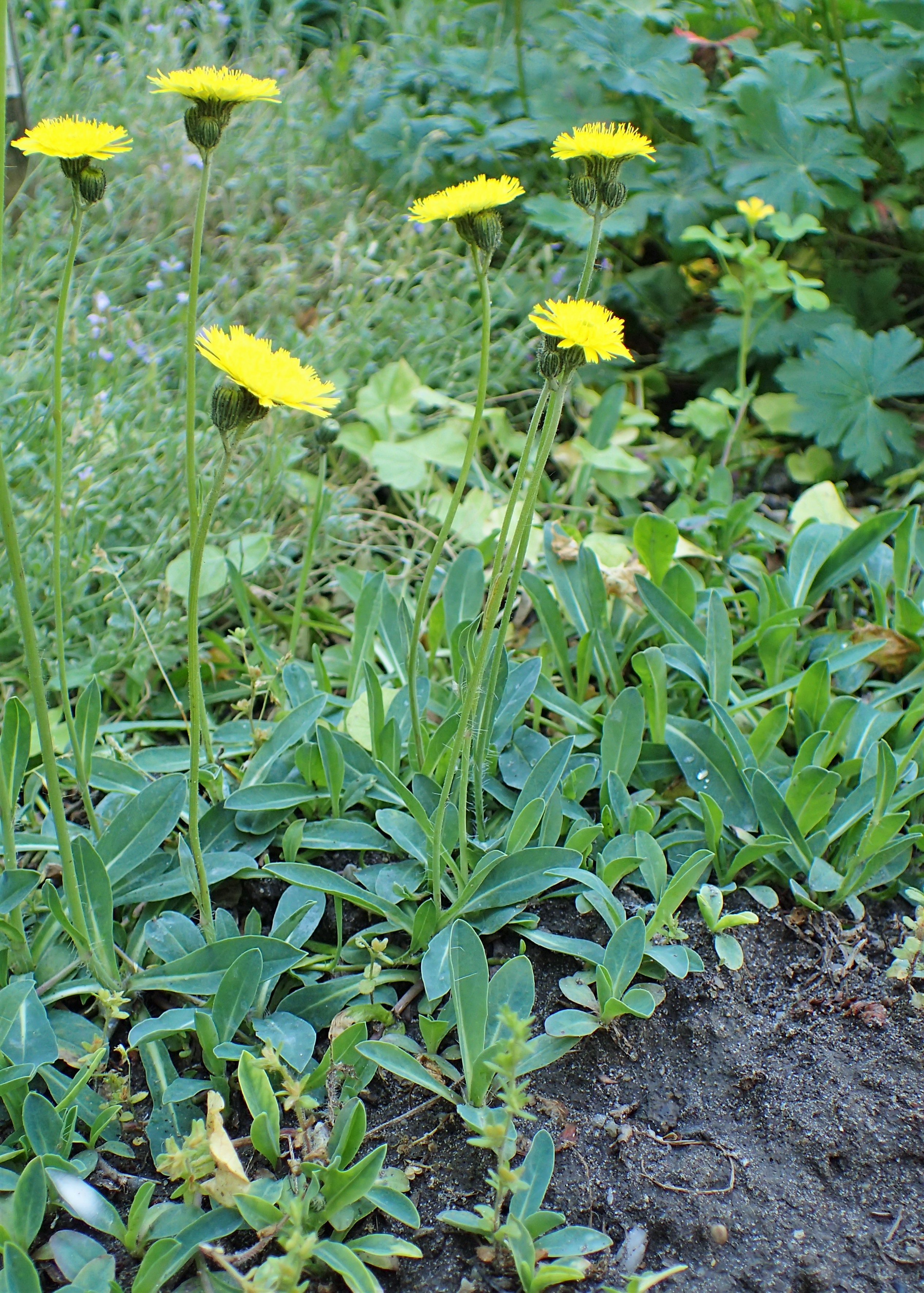
Il portamento

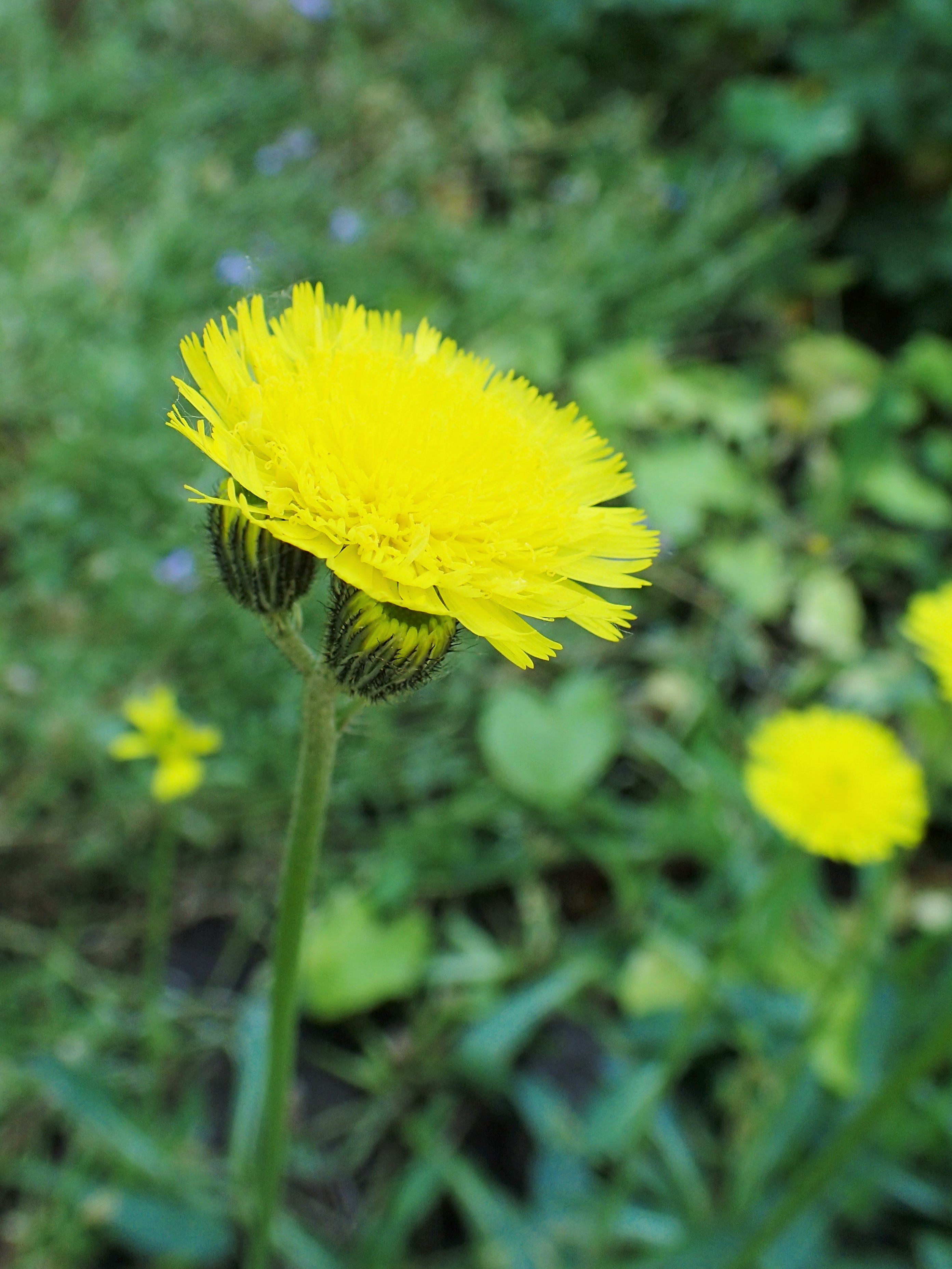
Infiorescenza

Habitus. La forma biologica prevalente è emicriptofita scaposa (H scap), ossia in generale sono piante erbacee (e aromatiche), a ciclo biologico perenne, con gemme svernanti al livello del suolo e protette dalla lettiera o dalla neve, inoltre spesso hanno l'asse fiorale eretto e privo di foglie (piante scapose). Tutte le specie del gruppo sono provviste di latice; inoltre le specie di questo gruppo sono piante di tipo fillopode (raramente sono hypofillopode). Pubescenza in generale: i peli semplici non sono molto presenti (quasi assenti sul caule, sul picciolo e sui margini delle foglie, assenti o sparsi sulle brattee involucrali); i peli ghiandolari sono più o meno assenti o sparsi su alcune parti della pianta (peduncoli dei capolini e involucri).
Fusto. I fusti, in genere eretti, ascendenti e flessuosi, sono di solito solitari e poco ramificati o afilli. Il colore del fusto è glauco o verde-glauco (alla base può essere rosso-violaceo). Le radici in genere sono di tipo fittonante. Queste piante sono alte da 30 a 50 cm (massimo 70 cm).
Foglie. Sono presenti sia foglie delle rosette basali (da 4 a 6) che cauline (da 3 a 6) con disposizione alterna. Le foglie basali hanno la forma della lamina variabile da lanceolata fino a lineare-lanceolata con apice acuto e con margini denticolati, o dentati o sinuati; sono picciolate; il colore è glauco. Le foglie cauline hanno delle forme da lineari a lanceolate, colorate di verde-glauco fino a grigio-verdastro, subpubescenti. Lungo il fusto le foglie cauline sono rapidamente decrescenti verso l'alto.
Infiorescenza. La sinflorescenza è del tipo forcato-paniculata o lassamente paniculata con 2 - 6 rami eretti e divaricati e 1 - 3 capolini (capolini totali: 4 - 10). L'acladio è di 3 – 10 cm. I capolini sono sottesi da 5 - 8 brattee, spesso appressate all'involucro. I capolini, solamente di tipo ligulifloro, sono formati da un involucro composto da diverse brattee (o squame) all'interno delle quali un ricettacolo fa da base ai fiori ligulati. L'involucro ha una forma da emisferica a turbinata ed è formato da due serie di brattee. Le brattee sono colorate di verde scuro con margini ricoperti da densi peli stellati. Il ricettacolo, alla base dei fiori, è nudo (senza pagliette) e alveolato (i margini degli alveoli sono brevemente dentati). Dimensione dell'involucro: 11 – 13 mm.
Fiori. I fiori, tutti ligulati, sono tetra-ciclici (ossia sono presenti 4 verticilli: calice – corolla – androceo – gineceo) e pentameri (ogni verticillo ha in genere 5 elementi). I fiori sono ermafroditi, fertili e zigomorfi.
- Formula fiorale:

*/x K {\displaystyle \infty }, [C (5), A (5)], G 2 (infero), achenio
- Calice: i sepali del calice sono ridotti ad una coroncina di squame.
- Corolla: le corolle sono formate da un tubo e da una ligula terminante con 5 denti; il colore è giallo. I dentelli apicali sono glabri. Dimensioni delle ligule: larghezza 2 mm; lunghezza 15 – 20 mm.
- Androceo: gli stami sono 5 con filamenti liberi, mentre le antere sono saldate in un manicotto (o tubo) circondante lo stilo.[14] Le antere alla base sono acute. Il polline è tricolporato.[15]
- Gineceo: lo stilo giallo (con tendenza al nerastro) è filiforme e peloso sul lato inferiore; gli stigmi dello stilo sono due divergenti. L'ovario è infero uniloculare formato da 2 carpelli. La superficie stigmatica è interna.[16]
- Antesi: da giugno a settembre (fioritura tardo-primaverile; fino a estiva).

Frutti. I frutti sono degli acheni con pappo. Gli acheni hanno una forma da oblunga a obovoide-obconica con apice troncato e privi di becco (non sono compressi); in alcuni casi gli acheni sono provvisti di coste longitudinali. Il colore degli acheni è castano-chiaro (ma anche castano-scuro). Il pappo si compone di peli semplici grigiastri, scabri o barbati (non piumosi). Raramente il pappo è assente. Dimensione degli acheni: 3,5 – 4 mm.

## Biologia
Impollinazione: l'impollinazione avviene tramite insetti (impollinazione entomogama tramite farfalle diurne e notturne).

Riproduzione: la fecondazione avviene fondamentalmente tramite l'impollinazione dei fiori (vedi sopra).

Dispersione: i semi (gli acheni) cadendo a terra sono successivamente dispersi soprattutto da insetti tipo formiche (disseminazione mirmecoria). In questo tipo di piante avviene anche un altro tipo di dispersione: zoocoria. Infatti gli uncini delle brattee dell'involucro (se presenti) si agganciano ai peli degli animali di passaggio disperdendo così anche su lunghe distanze i semi della pianta.

## Distribuzione e habitat

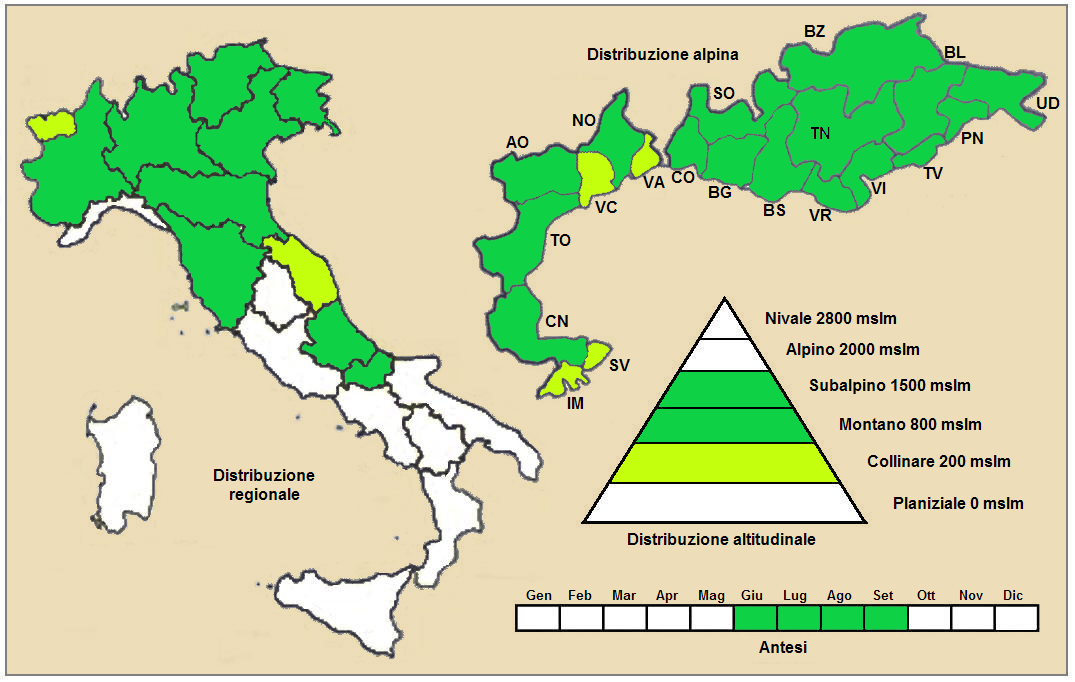
Distribuzione della pianta (Distribuzione regionale – Distribuzione alpina)

Geoelemento: il tipo corologico (area di origine) è Orofita - Sud Est Europeo.
Distribuzione: in Italia questa specie si trova nelle Alpi (comune a oriente e al centro; raro a occidente). Molto raro negli Appennini. Fuori dall'Italia, sempre nelle Alpi, questa specie si trova in Francia, Svizzera, Austria e Slovenia. Sugli altri rilievi collegati alle Alpi è presente nelle Alpi Dinariche.
Habitat: l'habitat preferito per queste piante sono i ghiaioni, i macereti, le pietraie (su calcare) e i pendii gessosi. Il substrato preferito è calcareo ma anche calcareo/siliceo con pH basico, bassi valori nutrizionali del terreno che deve essere umido.
Distribuzione altitudinale: sui rilievi alpini, in Italia, queste piante si possono trovare a quote comprese tra a 200 e 2.100 m s.l.m.; nelle Alpi frequentano quindi i seguenti piani vegetazionali: collinare, montano e in parte quello collinare.

### Fitosociologia
Dal punto di vista fitosociologico alpino la sottospecie di questa voce appartiene alla seguente comunità vegetale:
Formazione: delle comunità delle fessure delle rupi e dei ghiaioni
Classe: Thalaspietea rotundifolii
Ordine: Stipetalia calamagrostis
Alleanza: Stipion calamagrostis

## Tassonomia
La famiglia di appartenenza di questa voce (Asteraceae o Compositae, nomen conservandum) probabilmente originaria del Sud America, è la più numerosa del mondo vegetale, comprende oltre 23.000 specie distribuite su 1.535 generi, oppure 22.750 specie e 1.530 generi secondo altre fonti (una delle checklist più aggiornata elenca fino a 1.679 generi). La famiglia attualmente (2021) è divisa in 16 sottofamiglie.

### Filogenesi
Il genere di questa voce appartiene alla sottotribù Hieraciinae della tribù Cichorieae (unica tribù della sottofamiglia Cichorioideae). In base ai dati filogenetici la sottofamiglia Cichorioideae è il terz'ultimo gruppo che si è separato dal nucleo delle Asteraceae (gli ultimi due sono Corymbioideae e Asteroideae). La sottotribù Hieraciinae fa parte del "quinto" clade della tribù; in questo clade è posizionata alla base ed è "sorella" al resto del gruppo comprendente, tra le altre, le sottotribù Microseridinae e Cichoriinae. Il genere  Hieracium (insieme al genere Pilosella) costituisce il nucleo principale della sottotribù Hieraciinae e formano (insieme ad altri generi minori) un "gruppo fratello" posizionato nel "core" delle Hieraciinae.
Il genere Hieracium è un genere estremamente polimorfo con maggioranza di specie apomittiche. Di questo genere sono descritte circa 1000 specie sessuali e oltre 3000 specie apomittiche, delle quali circa 250 e più sono presenti nella flora spontanea italiana. Alcuni taxon collegati alle varie specie del genere sono sottospecie, altri sono considerati aggregati (o inclusi), e altri ancora sono considerati "intermediari" (o impropriamente ibridi in quanto queste specie essendo apomittiche non si incrociano e quindi non danno prole feconda) con altre specie. A causa di ciò si pongono dei problemi di sistematica quasi insolubili e per avere uno sguardo d'insieme su questa grande variabilità può essere necessario assumere un diverso concetto di specie. Qui in particolare viene seguita la suddivisione del materiale botanico in sezioni così come sono elencate nell'ultima versione della "Flora d'Italia".
La specie di questa voce è descritta all'interno della XV sezione Hieracium sect. Drepanoidea Monnier  i cui caratteri principali sono:
- i peli ghiandolari sono più o meno assenti o sparsi su alcune parti della pianta (peduncoli dei capolini e involucri);
- le specie di questo gruppo sono piante di tipo fillopode (raramente sono hypofillopode);
- sono presenti numerose foglie cauline con forme da lineari a lanceolate, colorate di verde-glauco fino a grigio-verdastro, subpubescenti;
- i margini delle brattee involucrali spesso hanno dei densi peli stellati;
- il colore degli acheni in genere è chiaro.
- la fioritura è tardo-primaverile (fino a estiva);

La specie  H. glaucum è invece individuata dai seguenti ulteriori caratteri:
- la forma della lamina delle foglie basali varia da lanceolata fino a lineare-lanceolata con margini denticolati, o dentati o sinuati;
- le foglie cauline sono rapidamente decrescenti verso l'alto;
- i peli semplici non sono molto presenti (quasi assenti sul caule, sul picciolo e sui margini delle foglie, assenti o sparsi sulle brattee involucrali).

L'indumentum è uno degli elementi più importanti per distinguere le varie specie.   H. glaucum è caratterizzata dalla seguente pubescenza:
| Tipo peli        | Caule                                              | Foglie                                                            | Peduncoli dei capolini | Brattee involucrali                               |
| ---------------- | -------------------------------------------------- | ----------------------------------------------------------------- | ---------------------- | ------------------------------------------------- |
| Peli semplici    | Assenti o sparsi, lunghi 2 – 5 mm, molli e bianchi | Assenti o sul picciolo e lungo le nervature (qui piuttosto densi) | Assenti                | Assenti o sparsi, lunghi 1 – 2 mm, neri alla base |
| Peli ghiandolari | Assenti                                            | Assenti                                                           | Sparsi                 | Sparsi                                            |
| Peli stellati    | Assenti o sparsi                                   | Assenti                                                           | Da sparsi a densi      | Da sparsi a molto abbondanti                      |

Il numero cromosomico di  H. glaucum è: 2n = 27 e 36.

### Sottospecie
Per questa specie sono riconosciute le seguenti sottospecie presenti nella flora spontanea italiana:
- Hieracium glaucum subsp. glaucum - Distribuzione: Piemonte e Francia
- Hieracium glaucum subsp. amaurodes Nägeli & Peter, 1886 - Distribuzione: Alpi e Europa centrale
- Hieracium glaucum subsp. chiamuerae Nägeli & Peter, 1886 - Distribuzione: Lombardia e Svizzera
- Hieracium glaucum subsp. chrysostylum Nägeli & Peter, 1886 - Distribuzione: Alpi occidentali e Francia
- Hieracium glaucum subsp. gymnolepium Nägeli & Peter, 1886 - Distribuzione: Alpi orientali, Austria e Slovenia
- Hieracium glaucum subsp. isaricum (J. Hofm.) Prantl, 1884 - Distribuzione: Alpi orientali e Europa centrale
- Hieracium glaucum subsp. limonense (Burnat & Gremli) Zahn, 1916 - Distribuzione: Alpi occidentali, Slovenia e Croazia
- Hieracium glaucum subsp. nipholepium Nägeli & Peter, 1886 - Distribuzione: Alpi orientali e Europa centrale
- Hieracium glaucum subsp. serenaiae Gottschl., 2016 - Distribuzione: Alpi Apuane
- Hieracium glaucum subsp. stenobracteum Nägeli & Peter, 1886 - Distribuzione: Friuli, Germania e Svizzera
- Hieracium glaucum subsp. subglaucum (Burnat & Gremli) Zahn, 1916 - Distribuzione: Piemonte
- Hieracium glaucum subsp. subporrifolium Nägeli & Peter, 1886 - Distribuzione: Friuli
- Hieracium glaucum subsp. subturbinatum Nägeli & Peter, 1886 - Distribuzione: Alpi orientali, Slovenia e Croazia
- Hieracium glaucum subsp. tenerum Nägeli & Peter, 1886 - Distribuzione: Friuli, Slovenia e Croazia
- Hieracium glaucum subsp. tephrolepium Nägeli & Peter, 1886 - Distribuzione: Alpi e Europa centrale
- Hieracium glaucum subsp. turbinatum Nägeli & Peter, 1886 - Distribuzione: Friuli e Slovenia
- Hieracium glaucum subsp. willdenowii (Monnier) Nägeli & Peter, 1886 - Distribuzione: Alpi e Europa centrale

### Specie inclusa
La seguente specie è "inclusa" nel gruppo del Hieracium lawsonii:
- Hieracium staticinum Arv.-Touv.

### Specie simili

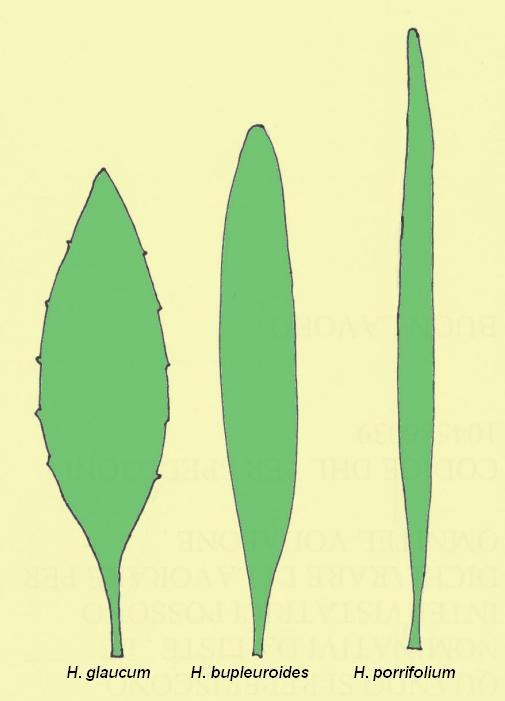
Confronto di alcune foglie basali

Nel genere Hieracium è tutt'altro che facile distinguere con sicurezza una specie dall'altra. Per le tre specie affini (bupleuroides - porrifolium - glaucum) qui di seguito sono date alcune indicazioni per la loro individuazione:
- passo 1: isolare le piante con grande involucro (maggiore di 12 mm); queste appartengono alla specie bupleuroides;
- passo 2: le foglie basali sono strettamente lineari e non sono larghe più di 5 mm e sono lunghe 20 - 30 volte la loro larghezza e la base non si restringe nel picciolo; queste appartengono alla specie porrifolium;
- passo 3: le foglie basali maggiori hanno una forma lanceolata e sono larghe 10 – 15 mm e lunghe (compreso il picciolo) 7 - 12 volte la loro larghezza; queste appartengono alla specie glaucum.

Il disegno a lato mostra quale può essere più o meno la forma delle foglie basali delle tre specie considerate.

### Sinonimi
La specie di questa voce, in altri testi, può essere chiamato con nomi diversi. L'elenco che segue indica alcuni tra i sinonimi più frequenti:
- Hieracium allionii Monnier